# Vojvodina

„Traditionelle Flagge“
„Traditionelles Wappen“

Die Vojvodina [ˈvɔjvɔˌdina] (serbisch-kyrillisch Војводина, deutsch Wojwodina oder Woiwodina, ungarisch Vajdaság) ist eine autonome Provinz in der Republik Serbien. Sie macht den Landesteil nördlich der Save und nördlich bzw. östlich der Donau aus, dessen administrative Grenze vom Westen her überwiegend an der Save entlang (am Bezirk Belgrad mit einem Bogen Richtung Norden) und weiter in Richtung Osten zur rumänischen Grenze fast ständig an der Donau entlang verläuft. Administrativer Hauptsitz ist Novi Sad, die zweitgrößte Stadt Serbiens.
Die Vojvodina ist die Heimat vieler verschiedener Volksgruppen. Neben Serben, die mit etwa zwei Dritteln die Mehrheit der Bevölkerung stellen, leben in der Vojvodina als anerkannte Minderheiten unter anderem Ungarn, Slowaken, Kroaten, Rumänen, Bunjewatzen, Šokci, Russinen (Ruthenen), Roma, Deutsche, Tschechen und Bulgaren.

## Geographie

Das Zwischenstromland Syrmiens in einer Landsat 8 ETM+ Aufnahme, 12. März 2014 (Infrarot Falschfarben)

Den größten Teil der Provinz nimmt die Pannonische Tiefebene ein. In Syrmien durchzieht die bis knapp über 500 m ansteigende Fruška Gora die Provinz. Seit 1960 ist das Gebiet um das Mittelgebirge ein Nationalpark, welcher auch für die Liste des UNESCO-Weltnatur- und Weltkulturerbes nominiert ist. Im äußersten Osten bei Vršac erheben sich die Ausläufer der Karpaten. Hier befindet sich auch mit einer Höhe von 641 m die höchste Erhebung der Vojvodina, der Gudurički vrh. Damit bildet die Vojvodina landschaftlich eine Ausnahme im Vergleich zum übrigen, dem zum größten Teil gebirgigen Serbien.
Die Vojvodina wird von drei großen Flüssen durchlaufen. Die Donau bildet zunächst die Staatsgrenze zum Westen hin und fließt dann durch die Provinz hindurch. Vom Norden her verläuft die Theiß und von Westen fließt die Save auf die Donau zu, die beide außerhalb der Vojvodina bei Belgrad letztlich in diese münden. Die Donau unterteilt in Richtung Osten Serbien einerseits in Zentralserbien und andererseits in die Provinz Vojvodina.
Die Vojvodina ist durch diese Flüsse zugleich in drei historische Regionen gegliedert: Syrmien, Banat und Batschka. Im Südwesten, zwischen Donau und Save, liegt Syrmien (serbisch: Срем / Srem). Nördlich von Syrmien liegt die Batschka (serbisch: Бачка / Bačka). Die Donau bildet hier sowohl die Westgrenze als auch die Südgrenze, da der Fluss hier seinen Lauf Richtung Süden ändert und weiter in östlicher Richtung fließt. Die Theiß ist die Grenze zwischen der Batschka und dem Banat. Das Banat liegt östlich der Theiß und nördlich der Donau. Das Banat wird durch die Staatsgrenze im Osten mit Rumänien in einen serbischen und rumänischen Teil zertrennt.
Der administrative Hauptsitz ist Novi Sad, die zweitgrößte Stadt in Serbien. Weitere wichtige Städte sind Ruma, Inđija, Sremski Karlovci und Sremska Mitrovica in Syrmien; Subotica, Sombor, Vrbas, Bačka Topola und Bačka Palanka in der Batschka und Zrenjanin, Kikinda, Pančevo und Vršac im Banat.
In der Frühzeit lag hier das Pannonische Meer (auch Pannonischer See oder Lake Pannon). Der fruchtbare Boden der Vojvodina besteht dadurch zum Teil aus Ablagerungen von Meeresfossilien. Deshalb ist die Landwirtschaft sehr ergiebig, weshalb sie ein bedeutender Wirtschaftszweig in der Vojvodina ist.

## Geschichte

### Die Vojvodina im Habsburgerreich

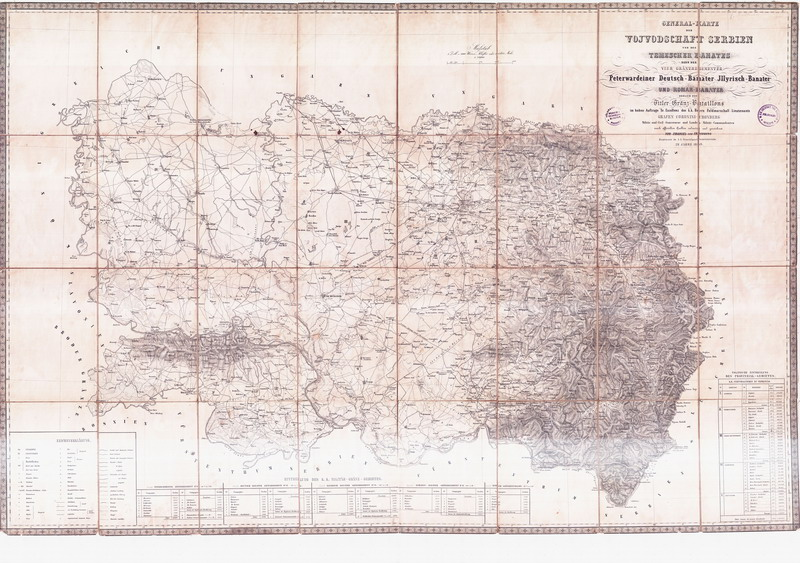
Woiwodschaft Serbien und Temeser Banat (1853)

Der Name Vojvodina entlehnt sich aus dem serbischen Vojvodstvo für Heerführung oder Vojvode für Heerführer. Erstmals erwähnt wird sie im Mai 1848 in der Proklamation der Woiwodschaft Serbien und Temeser Banat für die Gebiete Syrmien, das Banat, die Batschka und Baranya als Antwort auf die ungarische Erhebung gegen das österreichische Kaiserhaus.
Vor 1848 war die Region Teil des Königreichs Ungarn, welches wiederum zur österreichischen Habsburgermonarchie gehörte. Ursprünglich bestand die Vojvodina aus den Gebieten Bačka und dem Westbanat, in denen zur Bewirtschaftung der Ackerflächen in mehreren so genannten Schwabenzügen schon früher die Donauschwaben angesiedelt wurden. Als Grundlage für die planmäßige Ansiedlung der deutschstämmigen Bevölkerungsteile in der Vojvodina diente die österreichische Ansiedlungspolitik (Kolonisierungs-Patent von Kaiserin Maria Theresia, Ansiedlungspatent von Kaiser Joseph II., Politik von Prinz Eugen von Savoyen), um die nach den Türkenkriegen größtenteils entvölkerte pannonische Ebene (Donauebene) mit Steuerzahlern zu besiedeln. Dabei überschneidet sich die geschichtliche und örtliche Zuordnung der Donauschwaben für die Vojvodina auch mit den Buchenlanddeutschen und der Jugoslawien-Ungarn.
1850 wurde das Kronland Woiwodschaft Serbien und Temeser Banat errichtet, dieses 1860 aber wieder aufgelöst und die politische Ordnung von vor 1848/1850 wiederhergestellt. 1868 wurde die Vojvođanska banka gegründet, als eines der ältesten Unternehmen Serbiens existiert sie bis heute.
Bis zum Ende des Ersten Weltkriegs 1918 gehörte die Vojvodina zu Österreich-Ungarn.

### Zwischenkriegszeit und Königreich Jugoslawien
Nach dem Sieg der Entente im Ersten Weltkrieg, welcher auch Serbien angehörte, wurde die Vojvodina dem neu gegründeten Staat der Serben, Kroaten und Slowenen zugeschlagen. Durch die Auflösung der Donaumonarchie wurde die historische Region Banat durch den Vertrag von Trianon dreigeteilt. Rumänien erhielt den größten Teil- um Temeswar gelegen. Den zweitgrößten Teil erhielt Serbien – um Novi Sad gelegen, die heutige Vojvodina. Den kleinsten Teil erhielt Ungarn – um Szeged gelegen. Die Nationalversammlung der Vojvodina beschloss am 25. November 1918, sich Serbien anzuschließen.
Innerhalb des neuen Staates, welcher sich ab 1929 Königreich Jugoslawien nannte, bildete die Vojvodina zusammen mit Syrmien und einem Teil des engeren Serbien südlich der Donau die Banschaft Donau (serbisch: Dunavska banovina) mit Novi Sad als Hauptstadt. Bei der Volkszählung 1931 bezeichneten sich 342.853 Einwohner der Vojvodina als „Deutsche“ (d. h. als deutschstämmig und deutschsprachig). Weitere 10.751 Donauschwaben hatten ihren Wohnsitz in Belgrad.

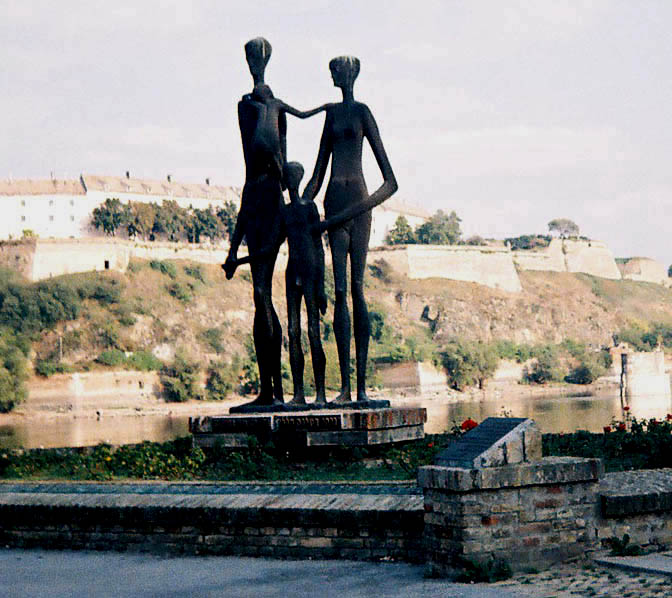
Erinnerungsstätte an die Opfer der Razzia gegen Juden und Serben in Novi Sad 1942

1941 marschierten deutsche und ungarische Truppen in die Vojvodina ein. Deutschland und Ungarn teilten sie danach auf: Die Baranja und Bačka fielen an Ungarn, Syrmien an Kroatien und das Banat wurde einem serbischen Staat unter deutscher Verwaltung zugeschlagen. 1942 kam es zur berüchtigten „Razzia“ in Novi Sad. Dort ließ der ungarische Befehlshaber General Ferenc Feketehalmy-Czeydner vom 21. bis zum 23. Januar 1942 1246 Zivilisten erschießen, darunter waren 809 Juden, 375 Serben, 8 Deutsche und 18 Ungarn. Mehrere hundert Zivilisten wurden unter das Eis der zugefrorenen Donau geworfen und ertränkt.
Heute erinnert eine in Bronze gegossene Skulptur, auf der ein Mann, eine Frau und ein Kind zu sehen sind, an die Tat. Dahinter befinden sich Tafeln, auf denen in serbischer und hebräischer Schrift die Namen der identifizierten Opfer eingraviert sind. Während des gesamten Krieges kamen 50.000 Menschen ums Leben, 280.000 waren in Gefangenschaft. Eine der heftigsten Schlachten auf dem Gebiet des ehemaligen Jugoslawiens lieferten sich Josip Broz Titos Partisanen und die deutschen und kroatischen Faschisten im Srem (Sremski Front). Im April 1945 wurde die Vojvodina endgültig von der Roten Armee und unmittelbar danach von den Partisanen eingenommen. Die meisten der dort ansässigen Donauschwaben wurden enteignet und vertrieben. Tausende Zurückgebliebene wurden in Lagern in Jarek, Gakowo, Novi Sad, Rudolfsgnad und an anderen Orten interniert und kamen dort ums Leben, allein 6500 im Lager Jarek. 1944 war es bereits zu schweren Übergriffen auf die ungarische Minderheit gekommen, nachdem serbische Partisanen die mit Deutschland verbündeten ungarischen Truppen vertrieben hatten.

### Autonome Provinz Vojvodina
1945 entstand erneut eine politische Einheit mit der Bezeichnung Vojvodina, die Autonome Provinz Vojvodina. In diesem Jahr wurde die Vojvodina als autonome Provinz mit Novi Sad als administrativem Hauptsitz in ihren heutigen Grenzen (d. h. ohne die Baranja, dafür mit dem größten Teil Syrmiens) der jugoslawischen Teilrepublik Serbien angeschlossen. 1974 wurde der Autonomiestatus durch eine Verfassungsänderung erweitert. Nach monatelangen vom ZK des Bundes der Kommunisten Serbiens und von Slobodan Milošević unterstützten Protesten der Serben aus dem Kosovo im Sommer 1988 gegen die Parteiführung der Provinz, wurde diese am 6. Oktober 1988 zum Rücktritt gezwungen und von ZK-treuen Kadern ersetzt. Verfassungsänderungen hoben zu Beginn 1989 die Autonomie der Vojvodina faktisch auf. Der Autonomiestatus der Provinz umfasste laut der Verfassung der Republik Serbien von 1990 weitaus weniger Kompetenzen, als dies in allen früheren sozialistischen Verfassungen der Fall war. Erst nach Miloševićs Sturz erhielt die Vojvodina durch das Omnibus-Gesetz im Jahr 2002 einen Teil der alten Kompetenzen wieder zurück, obgleich immer noch im Rahmen der Verfassung von 1990. Mit der neuen Verfassung Serbiens 2006 wurde die Autonomie der Vojvodina um die finanzielle Selbstständigkeit erweitert. Im Oktober 2008 verabschiedete das Vojvodina-Parlament einen Verfassungsentwurf, mit dem an den weitreichenden Autonomie-Status vor der Milošević-Ära angeknüpft werden soll. Die Opposition sieht darin eine separatistische Politik. Das Inkrafttreten der neuen Verfassung ist von der Zustimmung des Zentralparlaments in Belgrad abhängig.

### Abstimmung über Verfassungsänderung
Die DS (Demokratische Partei), LSV (Liga der Sozialdemokraten der Vojvodina) und NDS (Neue demokratische Partei) stimmte am 23. September 2014 für eine Verfassungsänderung. Dabei soll der Status für ganz Serbien neu angefertigt und deklariert werden, wo man der Vojvodina mehr Autonomie und Selbstständigkeit einräumt. Dagegen stimmte die SNS (Serbische Fortschrittspartei), die SPS (Sozialistische Partei Serbiens) sowie weitere kleine Parteien.
Vorsitzende des Exekutivrates (seit 1991)
- Radoman Božović (1991)
- Jovan Radić (1991–1992)
- Koviljko Lovre (1992–1993)
- Boško Perošević (1993–2000)
- Damnjan Radenković (2000)
- Đorđe Đukić (2000–2004)
- Bojan Pajtić (2004–2014)
- Igor Mirović (2014–)

## Bevölkerung

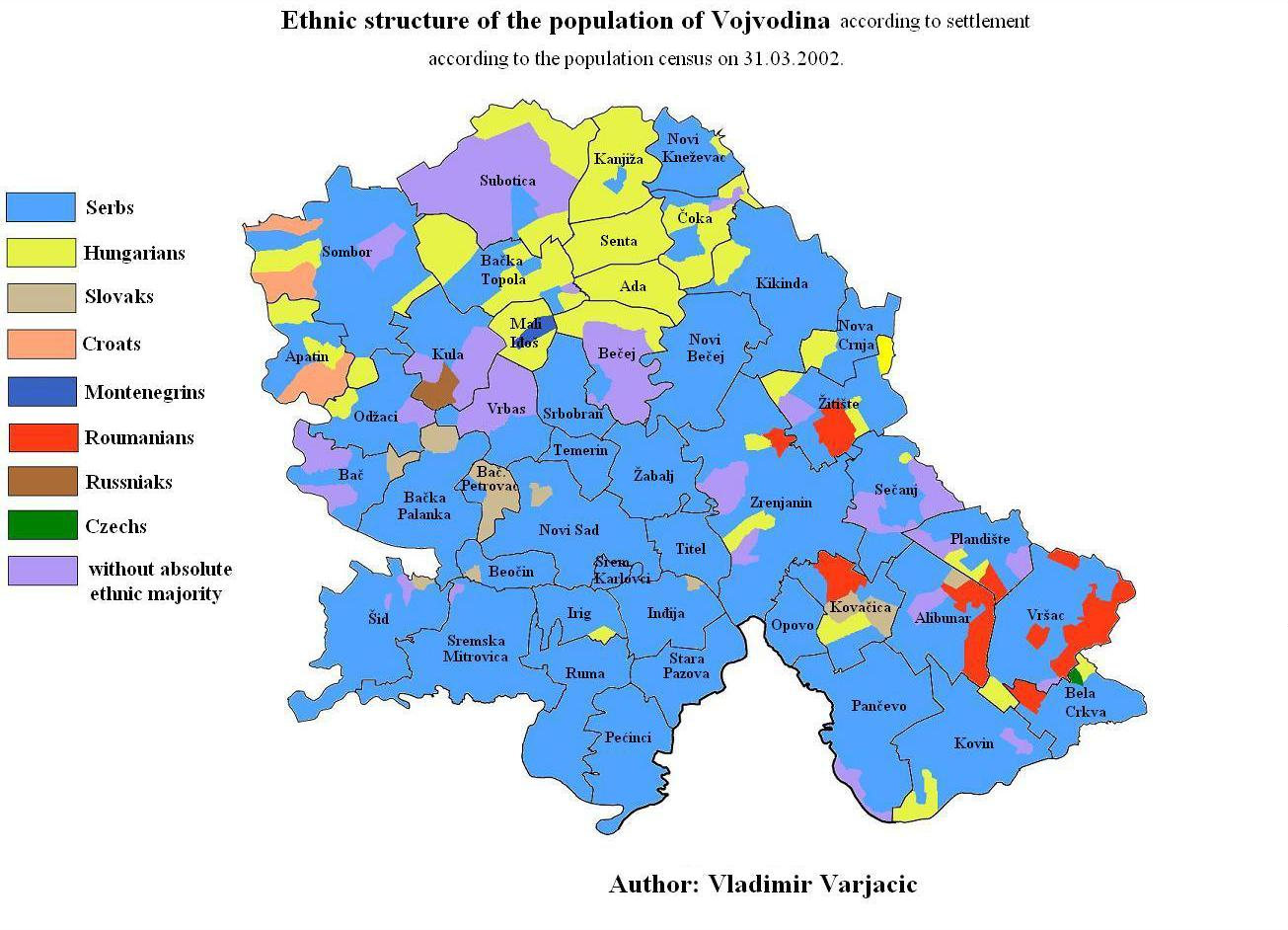
Ethnien nach Volkszählung 2002

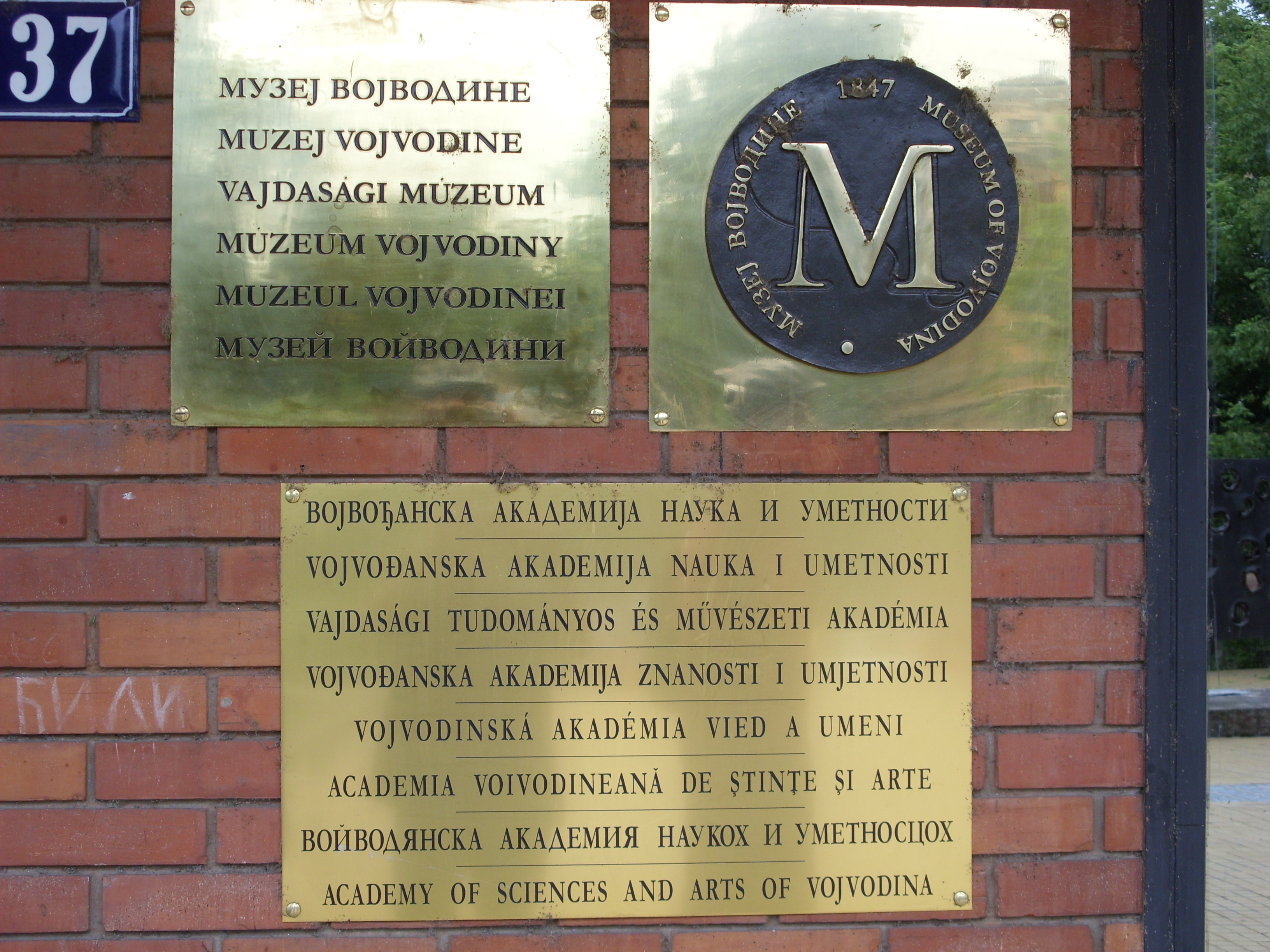
Tafel mit Aufschrift in Serbisch-kyrillisch, Serbisch-lateinisch, Ungarisch, Kroatisch, Slowakisch, Rumänisch, Russinisch und Englisch am Museum der Vojvodina in Novi Sad

Die Vojvodina zählte 2011 1.931.809 Einwohner, welche sich folgendermaßen auf die sieben Verwaltungsbezirke verteilen:
- Nördliche Batschka – Severna Bačka (186.906)
- Südliche Batschka – Južna Bačka (607.835)
- Westliche Batschka – Zapadna Bačka (187.581)
- Nördliches Banat – Severni Banat (147.770)
- Zentrales Banat – Srednji Banat (187.667)
- Südliches Banat – Južni Banat (293.730)
- Syrmien – Srem (312.278)

Im Vergleich zum Jahr 1991 hatte die Bevölkerungszahl um 82.080 Personen abgenommen. Im Laufe des Zerfalls Jugoslawiens und der damit verbundenen Kriege und Vertreibungen gelangten viele Serben aus Kroatien, Bosnien und Herzegowina sowie dem Kosovo in die Vojvodina. Im Gegenzug wanderten viele Kroaten und Magyaren ab. Die Zahl der Personen, die sich als „Jugoslawen“ bezeichneten, reduzierte sich stark.
| Ethnie        | Bevölkerung | Bevölkerung | Prozentanteil | Prozentanteil | Änderung 1991–2011 |
| Ethnie        | 1991        | 2011        | 1991          | 2011          | Änderung 1991–2011 |
| ------------- | ----------- | ----------- | ------------- | ------------- | ------------------ |
| Serben        | 1.143.723   | 1.289.635   | 56,8 %        | 66,8 %        | +145.912           |
| Bunjewatzen   | 21.552      | 16.469      | 1,1 %         | 0,8 %         | −8.083             |
| Jugoslawen    | 174.225     | 12.176      | 8,7 %         | 0,6 %         | −162.049           |
| Slowaken      | 63.545      | 50.321      | 3,2 %         | 2,6 %         | −13.224            |
| Ungarn        | 339.491     | 251.136     | 16,9 %        | 13,0 %        | −88.355            |
| Mazedonier    | 17.472      | 10.392      | 0,9 %         | 0,5 %         | −7.080             |
| Roma          | 24.366      | 42.391      | 1,2 %         | 2,2 %         | +18.025            |
| Rumänen       | 38.809      | 25.410      | 1,9 %         | 1,3 %         | −13.399            |
| Ruthenen      | 17.652      | 13.928      | 0,9 %         | 0,7 %         | −3.724             |
| Kroaten       | 74.808      | 47.033      | 3,7 %         | 2,4 %         | −27.755            |
| Montenegriner | 44.838      | 22.141      | 2,2 %         | 1,1 %         | −22.697            |
| Gesamt        | 2.013.889   | 1.931.809   | 100,0 %       | 100,0 %       | –82.080            |

70,25 % der Bürger sind Orthodoxe Christen (serbisch- oder rumänisch-orthodox), 17,43 % Katholiken (römischen oder byzantinischen Ritus) und 3,31 % Evangelische Christen, die überwiegend der Slowakischen Evangelischen Kirche A. B. in Serbien angehören.

## Amtssprachen
In der Vojvodina werden sechs Amtssprachen mit ihren jeweiligen Schriften verwendet:
- Serbisch (gemäß der serbischen Verfassung vom November 2006 offiziell kyrillische Schriftform, im Alltag und in den Medien auch lateinische Form gebräuchlich),
- Ungarisch (lateinisch),
- Slowakisch (lateinisch),
- Kroatisch (lateinisch),
- Rumänisch (lateinisch) und
- Russinisch (kyrillisch).

Der Vojvodiner Landtag ist Gründer und Herausgeber folgender Zeitschriften, die in den jeweiligen Amtssprachen erscheinen:
- Die Tageszeitungen
  - Dnevnik (Tagblatt) in serbischer Sprache und
  - Magyar Szó (Ungarisches Wort) sowie
- die Wochenzeitungen
  - Hrvatska riječ (Kroatisches Wort),
  - Hlas Ľudu (Volksstimme, slowakisch),
  - Libertatea (Freiheit, rumänisch) und
  - Rusinska reč (Russinisches Wort).